# Peridermium yamabense
Peridermium yamabense är en svampart som beskrevs av Saho & I. Takah. 1981. Peridermium yamabense ingår i släktet Peridermium och familjen Cronartiaceae.   Inga underarter finns listade i Catalogue of Life.